# Sidi Mohammed Ben Rahal
Sidi Mohammed Ben Rahal  (in arabo سيدي محمد بن رحال‎?) è un centro abitato e comune rurale del Marocco situato nella provincia di Settat, regione di Casablanca-Settat. Conta una popolazione di 10 410 abitanti (censimento 2014).